# Poste (football)
Pour les articles homonymes, voir Poste (homonymie).

Image d'une composition de départ en 4-4-2

Le poste en football (appelé aussi position) est le rôle assigné à chacun des joueurs d'une équipe lors d'un match de football.
Une équipe est composée d'un gardien de but et de dix joueurs de champ, qui se répartissent les postes en fonction du dispositif tactique choisi. Les postes sont répartis en trois grandes catégories (défenseurs, milieux de terrain et attaquant), ils sont attachés à des rôles et des aires de jeu sur le terrain.
La répartition des postes a changé au cours de l'histoire du football. À ses débuts, les joueurs de champ se répartissaient entre avants (traduction de forwards), demis (traduction de half-backs), et arrières  (traduction de full-backs ou three-quarter-backs). À la fin du XIXe siècle, les équipes de football jouent classiquement en « 2–3–5 », c'est-à-dire deux arrières, trois demis et cinq attaquants. Au fur et à mesure de l'évolution du jeu, les tactiques et formations ont évolué, et les postes avec. L'expression « milieu de terrain » a remplacé « demi » dans les années 1970, et se trouve depuis accompagné d'un qualificatif : récupérateur, relayeur, offensif ; latéral ou axial...
La fluidité du football moderne, illustrée par l'initiative laissée aux joueurs malgré le poste qui leur est attribué, le distingue de sports plus rigides comme le rugby ou le football américain. L'application la plus poussée de cette fluidité est le concept de football total, apparu dans les années 1970 sous la houlette de Rinus Michels et de son meneur de jeu Johan Cruyff, qui exige de chacun des joueurs de l'équipe un dépassement de son rôle initial. Cependant, les joueurs se spécialisent généralement sur un seul poste dans leur carrière, car chacun exige des caractéristiques physiques et techniques différentes. Les footballeurs polyvalents sont rares. Ils sont qualifiés en anglais de utility players.

## Les différents postes

### Gardien de but
Au football, le gardien de but (appelé aussi goal ou portier) est le joueur chargé de protéger le but de son équipe, de manière que le ballon n'en franchisse pas la ligne. Il peut pour ce faire utiliser dans sa surface de réparation tout son corps, y compris ses bras et ses mains, contrairement aux autres joueurs.
Le rôle du gardien de but a évolué récemment dans le sens d'une participation accrue au jeu (notamment dans la relance et dans les interventions en dehors de la surface). Le gardien est donc, du fait de son positionnement sur le terrain, un élément déterminant sur l'aspect tactique du jeu de son équipe (couverture en phase défensive, choix des relances en phase offensive). Il peut même lors d'actions désespérées venir tirer un coup franc, voire monter dans la surface de réparation adverse pour un ultime coup de pied arrêté.

### Défenseur
Les défenseurs (ou arrières) sont les joueurs dont la tâche principale consiste à perturber, ou idéalement empêcher, le jeu de l'attaque adverse.
Le ballon peut être récupéré à la suite d'un duel gagné par un défenseur (action individuelle) ou par une déstabilisation des adversaires par une stratégie collective (interception, provocation d'un hors-jeu, pressings collectifs, etc.). Outre sa solidité et sa rigueur physique, les qualités requises pour un bon défenseur sont donc le sang-froid, la concentration et l'intelligence de jeu, notamment dans le placement. Pendant longtemps, on a pu estimer que les défenseurs étant des « destructeurs » de jeu, qu'ils n'avaient pas à montrer de capacités techniques particulières. Ce n'est plus le cas actuellement, car ils sont amenés à participer à des tâches offensives.
Une ligne de défense est habituellement constituée de quatre joueurs, plus rarement trois ou cinq. La défense à quatre « typique » comprend deux arrières latéraux, qui évoluent chacun sur un côté, et deux arrières centraux.

### Milieu de terrain
Le rôle du milieu de terrain est de réaliser la liaison entre la défense et l'attaque. Après la récupération de la balle, les milieux doivent la transmettre aux attaquants dans les meilleures conditions possibles. Inversement, ils doivent gêner le développement du jeu adverse pour faciliter la tâche des défenseurs. Il est fréquent d'entendre des entraineurs indiquer qu'un match se gagne ou se perd au milieu de terrain[citation nécessaire].
Le milieu de terrain est peut-être la ligne de jeu qui propose le plus d'options tactiques différentes. On peut avoir deux, trois, quatre voire cinq milieux de terrain, selon le dispositif choisi et selon la possession du ballon et de l'adversaire. Traditionnellement, un milieu de terrain doit être endurant, c'est le joueur qui parcourt le plus de chemin au cours d'une partie. C'est peut-être d'ailleurs la seule caractéristique commune aux milieux, qui peuvent montrer par ailleurs des aptitudes totalement différentes.
Si le milieu forme un bloc, on différencie bien souvent les milieux défensifs des milieux offensifs, même si ceux-ci se doivent d'être complémentaires, et de ne surtout pas « couper l'équipe en deux » (les uns derrière, les autres devant).

### Attaquant
Le rôle d'un attaquant (ou avant) est de concrétiser le jeu offensif de son équipe. Il est positionné à proximité des cages adverses et a donc plus de possibilités pour marquer des buts que ses coéquipiers plus défensifs. Si des profils de joueur particuliers peuvent se dégager de ce rôle crucial, la fonction d'attaquant peut se résumer en trois postes différents. Un attaquant positionné dans l'axe au plus proche des buts adverses est dit de pointe (ou avant-centre). Un attaquant de soutien peut l'assister dans le processus de construction offensive. Enfin, lorsque l'attaquant joue sur un côté, il est appelé ailier.
Évidemment, les fonctions que les attaquants sont amenés à remplir varient selon les caractéristiques individuelles de ces derniers, l'organisation tactique ainsi que le jeu de leur équipe.

### Libéro et «poste 6 - poste 8 - poste 10»
Les termes libéro, « poste 6 », « poste 8 » et « poste 10 » tendent à disparaître dans le football moderne.
Le libéro, dernier joueur de l'équipe avant le gardien de but, est aujourd'hui remplacé par deux défenseurs centraux qui pratiquent une tactique de défense en ligne, hors-jeu ou pressing, c'est-à-dire une défense placée plus haut sur le terrain, un peu plus loin du portier. On trouve quelquefois des libéros dans les niveaux régionaux mais surtout au niveau départemental, où bien souvent le manque de culture tactique requis pour appliquer une défense en ligne oblige l'entraîneur à mettre un libéro pour réduire les mésententes entre les deux défenseurs axiaux.
Le « poste 6 » est occupé par un joueur juste devant la défense centrale, mais est également archaïque, on le remplace par des milieux défensifs dont le nombre varie selon la tactique adoptée.
Le « poste 8 » est occupé par un joueur en milieu de terrain, plus précisément en milieu central devant des milieux défensifs (le « poste 6 ») ou derrière des milieux offensifs (le « poste 10 »), mais est également archaïque, on le remplace par des milieux centraux ou par des milieux relayeurs plus utilisé dans le football moderne dont le nombre varie selon le nombre des milieux défensifs ou offensifs dans le schéma tactique. C'est dans ce rôle qu'évoluent beaucoup de grands joueurs comme Lampard ou Gerrard.
Le « poste 10 » est occupé par un autre joueur évoluant dans l'axe devant le « poste 8 ». Il est parfois juste derrière les deux avants-centres, au milieu. Il est maintenant remplacé par le terme de milieu offensif et leur nombre varie selon la tactique adoptée (par exemple l'équipe du Brésil (Seleção) jouait avec deux milieux offensifs Kaká et Ronaldinho). En fusion de ces deux derniers termes, on parle de joueurs qui épousent deux rôles, à la fois offensif et défensif, que l'on appelle également relayeur-récupérateur. Ce terme a été créé car c'est de cet axe que dépend le relais entre les attaquants et les défenseurs. C'est également le lieu de beaucoup de récupérations de balles. Le numéro 10 n'est pas forcément celui du « meilleur » joueur de l'équipe mais il a été porté par certains des plus grands joueurs de l'histoire tels les Brésiliens Pelé et Ronaldinho, les Argentins Lionel Messi et Diego Maradona, les Français Michel Platini et Zinédine Zidane.